# 10837 Юякекояке
10837 Юякекояке (10837 Yuyakekoyake) — астероїд головного поясу, відкритий 6 березня 1994 року.
Тіссеранів параметр щодо Юпітера — 3,279.
Названо на честь японської дитячої пісні «Юякекояке» (яп. ゆうやけこやけ(夕焼け小焼け) ю:якекояке).